# Ионычев, Сергей Дмитриевич
Сергей Дмитриевич Ионычев — советский хозяйственный, государственный и политический деятель.

## Биография
Родился в 1909 году в Красноводске. Член ВКП(б) с 1932 года.
С 1929 года — на хозяйственной, общественной и политической работе. В 1929—1962 гг. — на рабочих и руководящих должностях на Ашхабадской железной дороге, инструктор отдела руководящих партийных органов ЦК КП Туркмении, 1-й секретарь Красноводского райкома партии, 3-й секретарь ЦК КП Туркмении, начальник политотдела 35-й особой строительной бригады, заведующий промышленным отделом ЦК КП Туркмении, заместитель заведующего отделом кадров Грозненского обкома ВКП(б), на инженерных и руководящих должностях на Ашхабадской железной дороге, начальник производственно-технического отдела треста «Туркменгазпром», заместитель начальника отдела материально-технического снабжения Главного управления по освоению орошаемых земель и строительству в совхозах при Совете Министров Туркменской ССР.
Избирался депутатом Верховного Совета СССР 1-го созыва.
Умер в 1971 году.